# Adolf Wuttke
Karl Friedrich Adolf Wuttke, född den 19 november 1819 i Breslau, död den 12 april 1870 i Halle, var en tysk protestantisk teolog.
Wuttke blev 1848 docent i filosofi i Breslau, 1854 extra ordinarie professor i teologi i Berlin och 1861 ordinarie professor i systematisk teologi i Halle. Genom förbindelsen mellan filosofiska och teologiska studier fördes Wuttke in på grundliga religionshistoriska forskningar. Av dessa framgick bland annat de tre för sin tid betydande arbetena Abhandlung über die Kosmogonie der heidnischen Völker (1850), Die Geschichte des Heidentums (2 band, 1852-53) och Der deutsche Volksaberglaube (1860; 3:e upplagan 1900). Bland hans övriga vetenskapliga produktion är huvudarbetet Handbuch der christlichen Sittenlehre (1861-62; 3:e upplagan, utgiven av Ludwig Schulze, 1874-75, nytryck 1885). Till hela sin åskådning och läggning var Wuttke utpräglat konservativ, ständigt beredd till kamp, i tal och skrift, mot liberalismen i alla dess former, på det politiska lika väl som på det teologiska och kyrkliga området. 